# Apreptophanes stevensoni
Apreptophanes stevensoni är en fjärilsart som beskrevs av Antonius Johannes Theodorus Janse 1964. Apreptophanes stevensoni ingår i släktet Apreptophanes och familjen snigelspinnare. Inga underarter finns listade i Catalogue of Life.